# Haris Tabaković
Haris Tabaković (Grenchen, 20 de junio de 1994) es un futbolista bosnio-suizo que juega en la demarcación de delantero para el Borussia Mönchengladbach de la 1. Bundesliga.

## Selección nacional
Hizo su debut con la selección de fútbol de Bosnia y Herzegovina el 16 de noviembre de 2023 en un partido de clasificación para la Eurocopa 2024 contra Luxemburgo que finalizó con un resultado de 4-1 tras los goles de Mathias Olesen, un doblete de Gerson Rodrigues y un autogol de Nihad Mujakić para Luxemburgo, y de Renato Gojković para Bosnia y Herzegovina.

## Clubes
| Club                              | País     | Año       | Partidos | Goles |
| --------------------------------- | -------- | --------- | -------- | ----- |
| BSC Young Boys                    | Suiza    | 2012-2014 | 13       | 1     |
| FC Wil (cedido)                   | Suiza    | 2014-2015 | 25       | 13    |
| BSC Young Boys                    | Suiza    | 2015-2016 | 14       | 1     |
| Grasshopper Club Zürich           | Suiza    | 2016-2017 | 41       | 4     |
| Debreceni VSC                     | Hungría  | 2017-2019 | 25       | 13    |
| Diósgyőri VTK                     | Hungría  | 2019-2020 | 21       | 2     |
| SC Austria Lustenau               | Austria  | 2020-2022 | 48       | 46    |
| FK Austria Viena                  | Austria  | 2022-2023 | 42       | 21    |
| Hertha BSC                        | Alemania | 2023-2024 | 39       | 25    |
| TSG 1899 Hoffenheim               | Alemania | 2024-2025 | 29       | 4     |
| Borussia Mönchengladbach (cedido) | Alemania | 2025-     |          |       |